# La mujer doble
La mujer doble es una telenovela de época de la televisión colombiana producida por Caracol Televisión y emitida por la Cadena Uno en 1992. Basada en la obra original del libro homónimo de Próspero Morales Pradilla, el autor de otra obra que tuvo mucha acogida: Los pecados de Inés de Hinojosa; con la adaptación libre para T.V. y libretos de Carlos Enrique Taboada, Luis Felipe Salamanca y Darío García.
Sus protagonistas son Ruddy Rodríguez y Carlos Vives, con las participaciones antagónicas de César Mora, Florina Lemaitre y Margalida Castro, y con la actuación especial de Nórida Rodríguez. Una historia de brujas, inquisidores, doncellas, esclavos y espadachines, que se debaten entre el amor y el odio movidos por el hechizo de una temible bruja.

## Sinopsis
Se trata de una historia de amor que se desarrolla en la época de la colonia durante el periodo de la Inquisición, entre Carmen del Socorro Figueroa Carmita y Mateo Escondria, ellos se aman en secreto y solo lo sabe su prima huérfana Marina, quien fue recogida por el padre de Carmita, ella siempre vio a Marina como una hermana, pero Marina siempre ha odiado y envidiado todas las cosas que posee Carmita hasta el amor de Mateo.
Marina buscará la ayuda de la Bruja Renata quien valiéndose de una poderosa maldición haciendo un pacto con el Diablo, hará que Carmita , una dama bondadosa y dulce en los momentos de pasión y amor estando cerca de su amado Mateo, se convierta en una mujer llena de lujuria y erotismo llamada Lupe Cruz. Esta situación ocasionará que sufra la búsqueda y persecución encabezada por el Inquisidor General; quien al llegar a sus oídos se convierta en amenaza contra la autoridad de la iglesia, el cual encomienda a un "familiar espía" del Santo Oficio, quien es nada más y nada menos que Mateo, la tarea de investigar y capturar a dicha Mujer Doble.
La maldición no es más que una venganza de la Bruja, quien fue abusada por el padre de Carmita, un conde de origen español, quedando embaraza de una niña, la cual fue arrebata de sus manos y quien en realidad es Marina la cual está obsesionada por el dinero y la posición social que pueda brindarle el matrimonio con Mateo.
Carmita vivirá atormentada al tener episodios de alucinaciones demoniacas y ataques nerviosos, pero Mateo caerá en desgracia y sufrirá la condena de la inquisición por proteger a su amada, lo único que los podrá salvar será el sacrificio de la persona que comparta la misma sangre que fue maldita, es decir, deberán morir: ¿Carmita o Marina? o ambas para acabar con la maldición de la bruja?.
La lujuria, la brujería, los secretos, los deseos e intrigas de una época dominada por el oscurantismo y la Inquisición, y en general en la lucha entre el poder eclesiástico y las nuevas ideas y la rebeldía propia del hombre durante la colonia, en el Nuevo Reino de Granada del siglo XVI, representados dentro del cuerpo de una mujer bella y sensual.

## Elenco
- Ruddy Rodríguez .... Carmen del Socorro Figueroa "Carmita" / Lupe Cruz / Sor Catalina
- Carlos Vives .... Mateo Escondria
- Margalida Castro .... La Bruja Renata, Madre de Marina
- César Mora .... Monseñor Caldeo de Monagas, "Inquisidor General"
- Florina Lemaitre .... Marina Figueroa
- Luis Eduardo Arango .... Padre Abelardo
- Carmenza Gómez .... Doña Magdalena de Figueroa, Madre de Carmita
- Moisés Angulo .... Fray Tomás
- Adriana Ricardo .... Sofía de los Corales
- Guillermo Vives .... Lucio "Conde de Escondria"
- Natalia Giraldo .... Cora
- Alberto Valdiri ... Sancho
- Bárbara Perea .... Cachita
- Humberto Arango .... Merlusa
- Nórida Rodríguez .... Ximena
- Edna Rocío .... Leticia
- Carlos Barbosa ... Don Cosme Figueroa, Padre de Carmita y Marina
- Andrés Navia .... Felipe Miranda
- Mario Ruiz .... Renato
- Hernan Méndez .... Jeremías
- Martha Lucía Osorio .... Sor Teresa
- Oscar Borda .... Esclavo Jura
- Stela Rivero ....
- Lianna Grethel ...
- Hansel Camacho .... Esclavo Yacuba
- Maurizio Konde .... Criado del Preceptor
- Claude Pimont .... Conde de La Montain